# Heteroserica tridens
Heteroserica tridens är en skalbaggsart som beskrevs av Frey 1975. Heteroserica tridens ingår i släktet Heteroserica och familjen Melolonthidae.
Artens utbredningsområde är Madagaskar. Inga underarter finns listade i Catalogue of Life.